# Trofeu dels Asos
El Trofeu dels Asos (en francès, Trophée des As), organitzat pel Trofeu taurí, premia el millor rasetaire de la temporada taurina de la Camarga. El trofeu va ser creat el 1952 per Georges Thiel, Marius Gardiol i Paul Laurent. La Cocarde d'or (Medalló d'or) compta per a aquest trofeu.

## Guanyadors
| Any  | Guanyadors            | Places de toros de la final |
| ---- | --------------------- | --------------------------- |
| 1952 | André Douleau         | Bellcaire                   |
| 1953 | André Douleau         | Nîmes                       |
| 1954 | Roger Douleau         | Nîmes                       |
| 1955 | Manolo Falomir        | Arles                       |
| 1956 | Manolo Falomir        | Nîmes                       |
| 1957 | Manolo Falomir        | Arles                       |
| 1958 | André Soler           | Nîmes                       |
| 1959 | Roger Pascal          | Arles                       |
| 1960 | André Soler           | Nîmes                       |
| 1961 | André Soler           | Arles                       |
| 1962 | André Soler           | Nîmes                       |
| 1963 | André Soler           | Arles                       |
| 1964 | André Soler           | Nîmes                       |
| 1965 | Maurice Rinaldi       | Arles                       |
| 1966 | Norbert Geneste       | Nîmes                       |
| 1967 | Norbert Geneste       | Arles                       |
| 1968 | Maurice Rinaldi       | Nîmes                       |
| 1969 | Robert Marchand       | Arles                       |
| 1970 | Patrick Castro        | Nîmes                       |
| 1971 | Patrick Castro        | Arles                       |
| 1972 | Patrick Castro        | Arles                       |
| 1973 | Émile Dumas           | Arles                       |
| 1974 | Émile Dumas           | Nîmes                       |
| 1975 | Patrick Castro        | Arles                       |
| 1976 | Patrick Castro        | Nîmes                       |
| 1977 | Patrick Castro        | Arles                       |
| 1978 | Patrick Castro        | Nîmes                       |
| 1979 | Jacky Siméon          | Arles                       |
| 1980 | Patrick Castro        | Nîmes                       |
| 1981 | Thierry Ferrand       | Arles                       |
| 1982 | Christian Chomel      | Nîmes                       |
| 1983 | Christian Chomel      | Arles                       |
| 1984 | Christian Chomel      | Arles                       |
| 1985 | Thierry Ferrand       | Arles                       |
| 1986 | Thierry Ferrand       | Nîmes                       |
| 1987 | Thierry Ferrand       | Arles                       |
| 1988 | Thierry Ferrand       | Arles                       |
| 1989 | Christian Chomel      | Arles                       |
| 1990 | Luc Mézy              | Nîmes                       |
| 1991 | Luc Mézy              | Arles                       |
| 1992 | Thierry Ferrand       | Nîmes                       |
| 1993 | Luc Mézy              | Arles                       |
| 1994 | Luc Mézy              | Nîmes                       |
| 1995 | Thierry Félix         | Arles                       |
| 1996 | Stéphane Rouveyrolles | Nîmes                       |
| 1997 | Stéphane Rouveyrolles | Arles                       |
| 1998 | Mouloud Bensalah      | Nîmes                       |
| 1999 | Mouloud Bensalah      | Arles                       |
| 2000 | Sabri Allouani        | Nîmes                       |
| 2001 | Sabri Allouani        | Arles                       |
| 2002 | Sabri Allouani        | Arles                       |
| 2003 | Sabri Allouani        | Arles                       |
| 2004 | Sabri Allouani        | Nîmes                       |
| 2005 | Sabri Allouani        | Arles                       |
| 2006 | Sabri Allouani        | Nîmes                       |
| 2007 | Loïc Auzolle          | Arles                       |
| 2008 | Sabri Allouani        | Nîmes                       |
| 2009 | Sabri Allouani        | Arles                       |
| 2010 | Loïc Auzolle          | Nîmes                       |
| 2011 | Loïc Auzolle          | Arles                       |
| 2012 | Bastien Four          | Nîmes                       |
| 2013 | Loïc Auzolle          | Arles                       |
| 2014 | Sabri Allouani        | Nîmes                       |
| 2015 | Zakaria Katif         | Arles                       |
| 2016 | Joachim Cadenas       | Nîmes                       |
| 2017 | Youssef Zekraoui      | Arles                       |
| 2018 | Joachim Cadenas       | Nîmes                       |
| 2019 | Zakaria Katif         | Arles                       |